# Sistema limfàtic

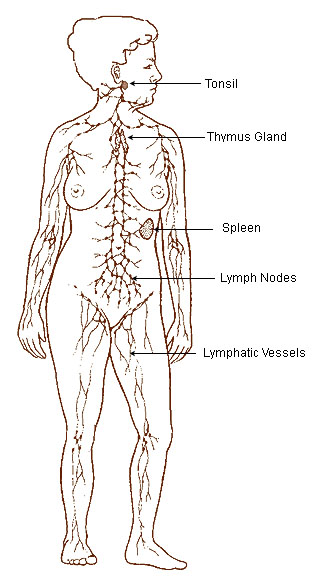
Sistema limfàtic

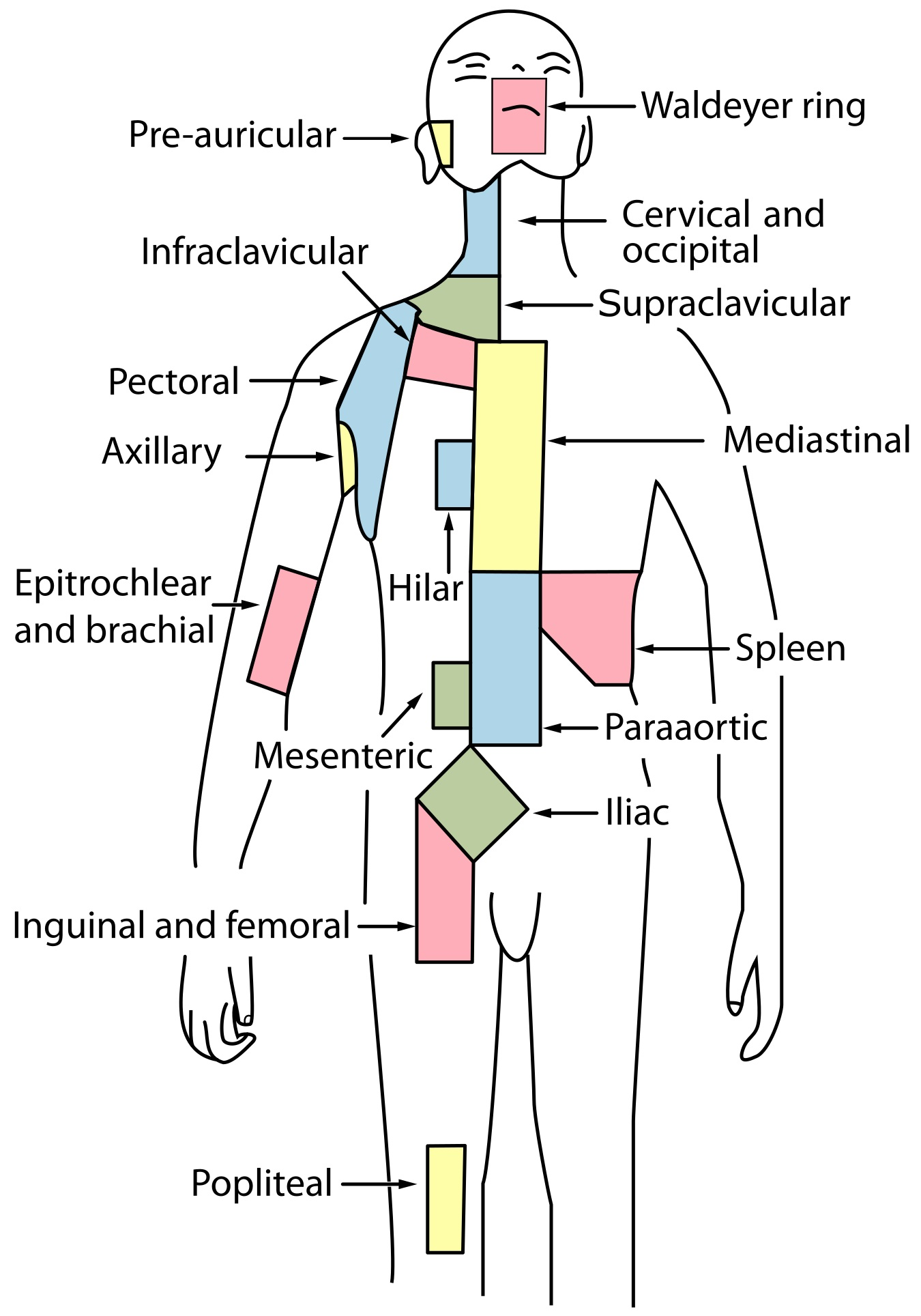
Distribució del sistema limfàtic per regions

El sistema limfàtic, o sistema limfoide, és un sistema d'òrgans dels vertebrats que forma part del sistema immunitari, i complementari del sistema circulatori, essent el segon sistema de circulació de l'organisme. Està constituït pels capil·lars limfàtics, pels vasos limfàtics i pels ganglis limfàtics. El líquid que conté es denomina limfa. Els vasos limfàtics són cecs, és a dir no tenen sortida. Absorbeixen part del líquid intersticial a través de les seves parets i el condueixen als vasos sanguinis per la seva comunicació amb les venes subclàvies.
El sistema limfàtic realitza tres funcions: 
- Retornar a la sang una gran part del plasma que, a causa de la pressió, ha sortit dels capil·lars sanguinis.
- Transportar els greixos absorbits a l'intestí, evitant així que arribin massa concentrats al cor.
- Produir anticossos. Als ganglis limfàtics es generen limfòcits, els quals produeixen anticossos. Els principals ganglis limfàtics es troben al coll, aixelles i engonals. La seva inflamació és símptoma de patir una infecció. Una limfangitis és una inflamació, generalment aguda, d'un o de diversos conductes limfàtics.[1] Una limfadenoectomia o limfangiectomia és una extirpació quirúrgica d'un grup de ganglis limfàtics.[2]

Els òrgans que formen part del sistema limfàtic són: la melsa, el tim i l'apèndix.